# Teşkilât-ı Mahsusa
Teşkilât-ı Mahsusa (Osmaans: تشکیلات مخصوصه, Nederlands: Speciale Organisatie) was de geheime dienst van het Ottomaanse Rijk, opgericht door Enver Pasja van het Comité voor Eenheid en Vooruitgang. Deze organisatie viel onder het ministerie van Oorlog en werd in het leven geroepen om nationalistische opstanden van etnische minderheden te onderdrukken en westerse inmengingen in het rijk tegen te werken. Daarnaast speelden de dienst een organisatorische rol tijdens de deportaties van Armeniërs naar het Levant. Teşkilât-ı Mahsusa wordt vaak gezien als de voorganger van de huidige Turkse geheime dienst, de Milli Istihbarat Teskilati.